# مارتیس
مارتیس (به ایتالیایی: Martis) یک کومونه در ایتالیا است که در استان ساساری واقع شده‌است.

## خصوصیات
مارتیس ۲۲٫۹ کیلومترمربع مساحت و ۶۰۸ نفر جمعیت دارد.